# Hylaeus crassanus
Hylaeus crassanus är en biart som först beskrevs av Warncke 1972.  Hylaeus crassanus ingår i släktet citronbin, och familjen korttungebin. Inga underarter finns listade i Catalogue of Life.